# Claudiu Târziu
Claudiu-Richard Târziu (Bacău, 20 febbraio 1973) è un politico romeno.
Di professione giornalista e scrittore, nel 2019 ha fondato insieme a George Simion l'Alleanza per l'Unione dei Romeni, partito di destra ed estrema destra che nel 2020 ha conseguito per la prima volta rappresentanza parlamentare.
È stato eletto senatore nel 2020 ed europarlamentare nel 2024.

## Biografia

### Formazione e carriera
Si è diplomato nel 1991 al liceo "Anghel Saligny" di Bacău. Dal 1994 al 1997 ha studiato giurisprudenza all'Università "Mihai Eminescu" a Iași e successivamente, dal 2002 al 2007, comunicazione e pubbliche relazioni alla Scuola nazionale di studi politici e amministrativi di Bucarest.
Ha iniziato la carriera di reporter nel 1992 scrivendo per giornali locali di Bacău. Tra gli anni novanta e duemila ha collaborato come corrispondente per numerose testate a livello nazionale (tra le quali Evenimentul zilei, Ziua, Cotidianul, Gardianul e Jurnalul Național) e ha pubblicato articoli su riviste di promozione del credo ortodosso.
Già pubblicista ed editore per vari periodici, dal novembre 2013 al dicembre 2020 è stato direttore della casa editrice Rost, oltre che coordinatore del sito collegato rostonline.ro. Questa pubblicazione è stata presentata dai suoi fondatori come una «rivista per la resurrezione nazionale e cristiana», malgrado la stampa abbia rimarcato l'esistenza di articoli di promozione di figure legate alla Guardia di Ferro.
Dal 2013 ha fatto parte della dirigenza dell'associazione Coalizione per la famiglia e dal 2015 al 2017 è stato membro del consiglio nazionale di coordinamento della campagna per la modifica della costituzione, la cui finalità era quella di definire il concetto di famiglia a livello costituzionale al fine di impedire i matrimoni tra persone dello stesso sesso. Il relativo referendum organizzato nel 2018 a seguito dell'iniziativa popolare lanciata dalla Coalizione per la famiglia è fallito a causa del mancato raggiungimento del quorum. In tale occasione Târziu ha dichiarato «Chiunque boicotti il referendum sul matrimonio o voti contro di esso è contro la libertà, privo di amore e irresponsabile», reclamando «i partiti che hanno tradito la famiglia rumena devono essere rimossi dal Parlamento».
Tra le altre attività nella società civile è stato fondatore e membro del consiglio di coordinamento del Forum ortodosso rumeno.
È sposato con Adela Ioana Grăjdeanu Târziu, candidata al senato nel distretto di Bacău alle elezioni del 2020, e ha due figli.

### Attività politica
Nell'agosto 2019 è stato tra gli iniziatori del movimento civico-politico «La Grande Romania in Europa» («România Mare în Europa») e nel dicembre 2019 ad Alba Iulia ha presentato la nascita del partito sovranista Alleanza per l'Unione dei Romeni (AUR), di cui era co-presidente insieme a George Simion.
Si è candidato a sindaco di Bucarest alle elezioni locali del 2020 e ha conseguito lo 0,67% dei voti.
Nel corso della campagna elettorale per le parlamentari del 2020 ha descritto AUR come un partito antisistema in lotta contro le formazioni politiche tradizionali, per difendere gli interessi nazionali e realizzare la riforma della classe politica. A sorpresa AUR ha ottenuto il 9% dei voti, diventando il quarto partito in parlamento. Târziu ha quindi invocato una "rivoluzione conservatrice" a favore del sovranismo e contraria al globalismo. Ha inoltre sottolineato gli impegni del partito nella difesa della Chiesa, della famiglia tradizionale e dell'unificazione con la Moldavia.
Capolista nella circoscrizione di Bucarest, nel 2020 è stato eletto senatore. È quindi stato capogruppo di AUR al Senato, presidente della commissione per i rumeni all'estero e membro della commissione difesa.
Il 27 marzo 2022 il congresso del partito ha eletto George Simion quale unico presidente, mentre Târziu è stato nominato presidente del Consiglio nazionale di dirigenza.
Nel giugno 2024 si è presentato alle elezioni europee, come secondo candidato nella lista dell'AUR dietro al capolista Cristian Terheș. Durante la campagna elettorale Târziu ha sottolineato le affinità con altri partiti della destra conservatrice e ha criticato la Commissione von der Leyen, specialmente in materia di politiche sull'immigrazione e l'energia sostenibile. Con il 15% delle preferenze la coalizione guidata da AUR ha conseguito sei seggi.
Il 10 luglio 2024 Târziu ha lasciato il ruolo senatoriale per assumere l'incarico di europarlamentare. A Strasburgo è stato membro della Commissione per l'ambiente, la sanità pubblica e la sicurezza alimentare e sostituto della Commissione per la sicurezza e la difesa, della Commissione per gli affari esteri, della Commissione per l'agricoltura e lo sviluppo rurale e della Commissione speciale sullo scudo europeo per la democrazia.
A causa di contrasti con George Simion, che accusava di appropriarsi personalmente del partito, il 9 aprile 2025 ha pubblicato una lettera di dimissioni dall'AUR.

## Posizioni politiche

Tâziu con George Simion a Bistrița, 19 ottobre 2024

Si è definito ortodosso, conservatore e favorevole alla monarchia.
Vicino ad ambienti ultraconservatori, Târziu ha più volte espresso opinioni dure sull'omosessualità.
È inoltre un rappresentante del movimento antiabortista rumeno. Nel 2012 la sua associazione Rost è stata tra i firmatari di una lettera di sostegno a una proposta legislativa che avrebbe limitato la possibilità di ricorrere all'interruzione di gravidanza. Nel 2024, alla luce della decisione del Parlamento europeo per l'inclusione dell'accesso all'aborto nella Carta dei diritti fondamentali dell'Unione europea, ha commentato: «Dopo che la Francia ha introdotto nella sua Costituzione lo pseudo-diritto all'aborto, cioè all'omicidio, abbiamo un'altra maggioranza di scellerati, questa volta a livello europeo, che agisce sullo stesso piano».
È stato criticato per le sue osservazioni a favore di Corneliu Zelea Codreanu, leader del movimento fascista rumeno negli anni trenta. Nel 2015 ha descritto i seguaci della Guardia di Ferro come «i primi ad essere consapevoli del pericolo comunista», aggiungendo che «avevano il potere spirituale del sacrificio, grazie alla loro fede in Cristo». Ha anche scritto che nel 99,9% dei casi i membri della Guardia di Ferro avevano ucciso solo per legittima difesa. Târziu però ha sempre negato di avere simpatie fasciste.
Nel gennaio 2024 ha sostenuto un discorso in cui invocava la riunificazione nazionale, che implicava l'annessione della Bessarabia e di diverse regioni ucraine (Bucovina settentrionale, Bessarabia meridionale, Territorio di Herța e Transcarpazia), che in passato in diversi momenti storici avevano fatto parte della Romania.